# 道信
道信（580年—651年），俗姓司馬，原籍河內郡（今河南省溫縣），後遷蘄州廣濟縣，佛教禪宗四祖，嗣法於僧璨，傳於弘忍。
著有《入道安心要方便法門》，全文為《楞伽師資記》所引錄，文義簡要精密，為安心方便的主體部分。另有《菩薩戒作法》法著等。
道信禪師寂於永徽二年(651)閏九月，世壽七十二，建塔於東山黃梅四祖寺。唐代宗賜尊號「大醫禪師」，卒塔婆號「慈雲之塔」。其弟子弘忍居於黃梅東山弘播禪法，世人故稱為東山法門，尊稱道信禪師為東山法門之初祖。

## 生平
道信幼年即出家為沙彌，從三祖僧璨學禪法十年，在道信二十一歲時（西元 600年），僧璨去了羅浮山，道信就過著獨自的修學生活。隋大業年間得到朝廷許可，正式出家，配住吉州（今江西省吉安縣）寺。
後行腳於江南一帶，經廬山大林寺，受僧俗所請，住於此寺十年。大林寺是智鍇創建，智鍇原為三論宗興皇法朗門下，又從天臺智顗修習禪法，《續僧傳》卷17〈智鍇傳〉中說他「修習禪法，特有念力」。在這段時間中，道信受三論宗及天台宗影響，將天台禪觀融入禪宗之中。
最後，道信至蘄州黃梅（今湖北黃梅縣）破頭山（也名雙峰山）建寺，居三十餘年，寺中有僧俗五百多人，禪宗至此大興。據稱唐太宗曾四次召道信入京，道信都辭老不去。後傳弘忍，為禪宗五祖。

## 師承
- 僧璨

## 弟子
- 弘忍
- 法融

## 禪風
淨覺《楞伽師資記》說：「信禪師再敞禪門，宇內流布，有菩薩戒法一本，及制入道安心要方便門，為有緣根熟者說。我此法要，依《楞伽經》諸佛心第一；又依《文殊說般若經》一行三昧，即念佛心是佛，妄念是凡夫。」
道信禪師的禪法有以下幾個特色：
- 以《楞伽經》為宗，認為眾生本有佛性。
- 重視禪定與觀心。
- 以一行三昧的念佛觀為方便法。
- 結合菩薩戒，開創戒禪合一法門。

## 公案軼事
《續高僧傳》卷二十記載，隋大業年間，道信大師領眾至吉州，適逢群盜圍城，城內的泉井乾涸，兵糧已經盡絕，人民深感憂懼，在吉州城被賊圍困七十多日，城中缺乏水源，因道信禪師的到來之際，乾涸的井又有了泉水。此時吉州刺史向道信禪師叩首請問破賊的方法，禪師便教導城內的百姓稱念「摩訶般若波羅蜜多」，城中群眾便一心真誠的持誦。就在大眾同聲稱誦「摩訶般若波羅蜜多」不久，城外的賊兵，彷佛看到城上有著神兵守護，但見城牆的四角站滿了金剛力士，看起來都是巨人，威猛無比，賊兵個個驚駭不已，紛紛四散。